# Nicanor Zabaleta
Nicanor Zabaleta (San Sebastián, 7 gennaio 1907 – San Juan, 31 marzo 1993) è stato un arpista spagnolo di fama mondiale.

## Biografia
Zabaleta nasce a San Sebastián nel 1907. Nel 1914 il padre, il pittore Pedro Zabaleta gli regalò uno strumento che aveva fatto costruire appositamente per lui, con l'intento di alimentare una vocazione che presto si sarebbe rivelata fruttifera.  Inizia presto a prendere lezioni da Vincenta Tormo de Calvo, del Conservatorio di Madrid, e da Luisa Menarguez. Nel 1925 inizia gli studi a Parigi, dove ha come insegnanti Marcel Tournier e Jacqueline Borot. Nel 1926 fa il suo esordio ufficiale in un concerto nella capitale francese. In seguito va negli Stati Uniti, e per la prima volta suona in America del nord nel 1934. Nel 1950 incontra in Porto Rico Graziela, la donna che avrebbe sposato nel 1952. Torna in Spagna e inizia a girare l'Europa. Negli anni tra il 1959 e il 1962 tiene una cattedra di arpa all'Accademia Musicale Chigiana di Siena. Il suo ultimo concerto si tiene a Madrid il 16 giugno 1992, quando la cagionevole salute di Zabaleta era già minata. Muore l'anno successivo, il 31 marzo 1993, a San Juan de Puerto Rico.
Ha suonato soprattutto musica del diciottesimo secolo, ma anche musica antica e moderna. Per lui hanno composto artisti come Alberto Ginastera, Darius Milhaud, Heitor Villa-Lobos, Walter Piston, Ernst Křenek, Joaquín Rodrigo. Si stima che abbia venduto circa tre milioni di dischi..